# Halysidota yapacaniae
Halysidota yapacaniae là một loài bướm đêm thuộc phân họ Arctiinae, họ Erebidae.